# Зейналов, Мирнадир Миралы оглы
Зейналов Мирнадир Миралы оглы (12 ноября 1942, Баку — 10 марта 2021, Баку) — азербайджанский художник, Народный художник Азербайджанской Республики (2006).

## Жизнь и деятельность
Зейналов Мирнадир родился 12 ноября 1942 года в поселке Бузовна города Баку. В 1963 году он окончил Художественное училище имени Азима Азимзаде, что стало его первым профессиональным образованием, а затем в 1973 году окончил графический факультет Московского полиграфического института. Был действительным членом Союза Художников Азербайджана и Всемирной Академии Искусств «Ени Эра».
Художник скончался 10 марта 2021 года в возрасте 78 лет.

## Творчество
Профессиональная карьера художника Зейналова Мирнадира началась в 1970-е годы. На него оказали влияние видные представители Апшеронской художественной школы, особенно такие художники, как Мирджавадов Джавад, Эфендиев Горхмаз, Ахмедов Кямал, Аскеров Анвар, Рахманов Назим, Халилов Фархад. В работах художника отражена суровая природа и пейзажи Апшерона, где он родился и вырос.
Из них особо выделяются работы «Одинокое дерево» (1974) и «Старая деревня» (1989).
В первые годы своей карьеры художник начал создавать картины в стиле реализм, а позже и абстрактные картины. Работая в реалистическом стиле, он писал портреты членов семьи и других людей, а также работал с натуры.
Творчество Зейналова Мирнадира в основном основано на основных цветах спектра. Элементы коллажа и инсталляции играют неотъемлемую роль в его композициях. В его работах можно найти разные жанры и стили, от портретов, написанных в стиле реализма, лирических пейзажных работ, до абстрактных решений, где используются только разные оттенки цветов.
Находясь в творческой командировке в Индии в 1987 году, художник создал такие пейзажи, как «Берег реки», «Индийский храм», «Индийский двор», а также ряд женских портретов, таких как «Бенгальская девушка», «Портрет Васанта», «Девушка со священным быком».
Персональные выставки Мирнадира Зейналова проводились неоднократно. Работы художника выставлялись в Москве, Киеве, Хьюстоне, Лос-Анджелесе и других городах, а в 2013 году приобрели ценность на аукционе «Сотбис» в Лондоне. Его ценные работы хранятся в фондах Азербайджанского Национального Художественного Музея и Азербайджанской Государственной Картинной Галереи.

## Награды
Зейналов Мирнадир был удостоен звания «Заслуженный артист Азербайджанской Республики» 4 марта 1992 года и «Народный артист Азербайджанской Республики» 29 декабря 2006 года. Он также получил диплом Академии художеств СССР на Всесоюзной выставке, проходившей в Москве в 1976 году, а его работа «Летний сад» была отмечена бронзовой медалью на «Биеннале художников Прикаспийских стран», проходившей в Баку в 1989 году.
В 2008 году удостоен Персональной пенсии Президента Азербайджанской Республики